# Abdul Waheed (Hockeyspieler)
Abdul Waheed Khan (geboren am 30. November 1936 in Rajpur, Madhya Pradesh; gestorben am 21. Februar 2022 in Lahore) war ein pakistanischer Hockeyspieler. Der Stürmer der pakistanischen Nationalmannschaft gewann 1960 eine olympische Goldmedaille.

## Sportliche Karriere
Bei den Olympischen Spielen 1960 in Rom gewann Pakistan seine Vorrundengruppe und besiegte im Viertelfinale die deutsche Mannschaft. Nach einem 1:0-Halbfinalsieg über die Spanier gewannen die Pakistaner im Finale mit 1:0 gegen Indien. In den Vorrundenspielen gegen Polen und Japan erzielte Abdul Waheed jeweils zwei Tore, bei seinen anderen vier Einsätzen ging er leer aus.
1962 gewann Pakistan bei den Asienspielen und wie 1960 war im Finale Indien der Gegner. Vier Jahre später bei den Asienspielen 1966 besiegten die Inder im Finale die pakistanische Mannschaft.
Abdul Waheed war beim pakistanischen Zoll beschäftigt.